# Atractus mijaresi
Atractus mijaresi este o specie de șerpi din genul Atractus, familia Colubridae, descrisă de Esqueda și La Marca în anul 2005.
Este endemică în Venezuela. Conform Catalogue of Life specia Atractus mijaresi nu are subspecii cunoscute.